# Cañón del Pato
El Cañón del Pato se encuentra en Perú. Es el cañón formado por el río Santa al romper la convergencia orográfica de la Cordillera Blanca con la Cordillera Negra (tramos paralelos de Los Andes occidentales peruanos en la región Ancash).

## Descripción
Es la continuación del Callejón de Huaylas. Se extiende desde la zona norte del Callejón de Huaylas hasta las cercanías del caserío Chuquicara en el distrito de Macate. Se eleva a una altura media de 1.800 m s. n. m.
Su tramo conspicuo tiene unos 3 km, en los que la garganta del cañón mide escasamente 12 m de ancho y sus paredes suben verticalmente más de 60 m, para continuar ascendiendo hasta los 5000.
A lo largo del cañón corre la carretera que une las ciudades de Santa y Caraz, construida sobre la desaparecida línea de ferrocarril de Chimbote a Huallanca. Este trayecto atrae mucho a los amantes del ciclismo de montaña.
En resumen, los elementos son los siguientes:

### División
- Primera etapa del Cañón del Pato: Entre la zona norte del Callejón de Huaylas y la Central Hidroeléctrica del Cañón del Pato. Abarca 12.5 km y pasa por 35 túneles (1 al 35).
- Central hidroeléctrica Cañón del Pato: Es la primera instalación peruana construida en el seno de la montaña. Desde allí parten líneas de transmisión eléctrica de alta tensión (cables sostenidos por torres), las cuales ascienden a la Cordillera Negra por el abra de Tocanca (4.700 m s. n. m.) para alimentar al Sistema Eléctrico Interconectado Nacional (SEIN).
- Huallanca, ciudad hasta donde antes llegaba un ferrocarril desde Chimbote.
- 1 túnel (36) entre Huallanca y la segunda etapa del Cañón del Pato.
- Segunda etapa del Cañón del Pato: Entre el puente Huarochirí (del desvío a La Pampa y Corongo) y el límite del cañón. Abarca 8 km y pasa por 8 túneles (37 al 44).
- 2 túneles (45 y 46) más al oeste, entre la segunda etapa y Chuquicara.
- Después, la carretera prosigue su ruta hasta bajar a la costa y llega a la Panamericana Norte, en la ciudad de Santa, situada entre Chimbote y el puente sobre el río Santa, el cual por su parte desemboca en el mar.

La carretera de mantenimiento de estas líneas sirve de nexo entre los distritos: Cáceres del Perú, Santo Toribio, Huaylas, Mato y Caraz, recorrido que sirve de inspiración para el corredor andino (o corredor turístico de Tocanca).

## En la cultura popular
Esta ruta es una de las más peligrosas del mundo por ser angosta, y por eso se la ha incluido en la serie documental "Rutas Mortales" producida por el canal History Channel.

## Galería

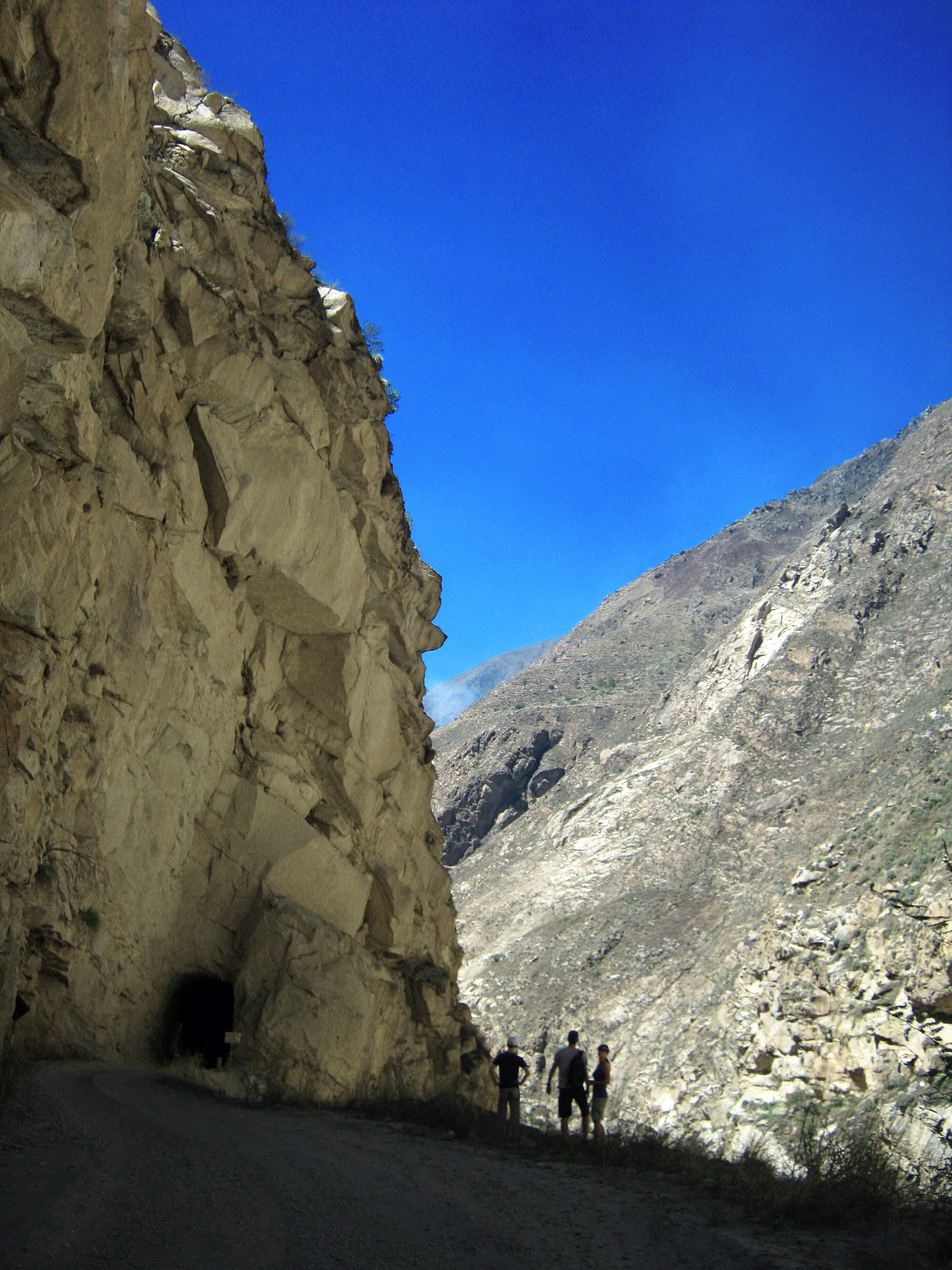
Turistas en el cañón
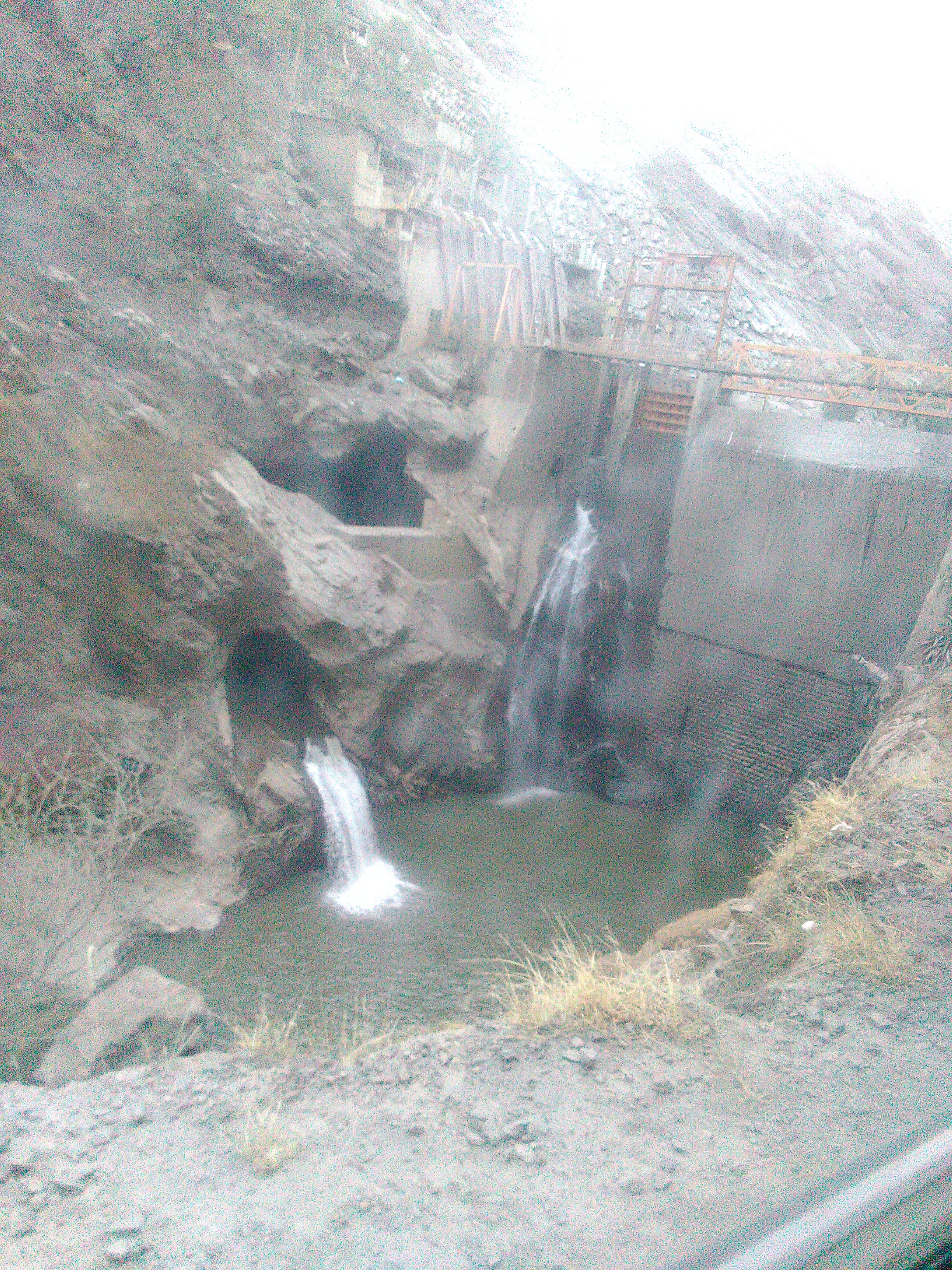
Central hidroeléctrica en el cañón